# 미콜라 아자로우
미콜라 야노비치 아자로우(우크라이나어: Мико́ла Я́нович Аза́ров, 러시아어: Никола́й Я́нович Аза́ров 니콜라이 야노비치 아자로프[*], 1947년 12월 17일 ~ )는 전직 우크라이나의 총리이다. 2010년 3월 11일에 정식으로 총리로 취임하였다. 그는 2004년과 2005년에 임시 총리를 한 적이 있었으며, 정당은 우크라이나 지역당이다. 아자로프는 율리아 티모셴코를 비판하는 발언을 한 바 있다.
2013년부터 우크라이나 내정이 매우 혼란한 가운데 친유로 대 친러시아 사이에서 국민들의 정부 정책에 대한 반발이 극심해지고 있다. 2010년부터 임시 총리직 다음으로 총리직을 수행하던 그는 정부와 국민 간의 갈등 종식을 위한다는 명목 하에 2014년 1월 28일 총리직을 사임했다.

## 같이 보기
- 유로마이단